# Nanzhuang, Gansu
Nanzhuang är en socken i nordvästra Kina. Den ligger i Qingcheng härad i Qingyang i provinsen Gansu, omkring 380 kilometer öster om provinshuvudstaden Lanzhou. Antalet invånare är 8 572. Befolkningen består av 4 166 kvinnor och 4 406 män. Barn under 15 år utgör 16,0 %, vuxna 15-64 år 74 %, och äldre över 65 år 8,0 %.